# Ellipsocephalus
Ellipsocephalus – wymarły rodzaj trylobitów żyjący w okresie kambryjskim.
Opis
Dość mały trylobit (kilka centymetrów) o długiej tarczy tułowiowej złożonej z licznych segmentów (12–14), bardzo małej tarczy ogonowej i dużej tarczy głowowej z wydłużoną glabellą. Wzgórki oczne i oczy nie występują lub są bardzo małe. Cały pancerz elipsoidalny. Kolce policzkowe nie występują.
Znaczenie:
Skamieniałości różnych gatunków Ellipsocephalus są jednymi z najbardziej charakterystycznych skamieniałości przewodnich dla wyższej części kambru dolnego i kambru środkowego Europy i wschodniej części Ameryki Północnej.
Występowanie:
Rodzaj typowy dla tzw. trylobitowej prowincji atlantyckiej: wschodnia Ameryka Północna i Europa. Występuje również w Polsce w Górach Świętokrzyskich. Bardzo znane stanowisko występowania skamieniałości tego rodzaju są w Czechach w miejscowości Jince.
Zasięg wiekowy
Późny kambr wczesny, kambr środkowy
Wybrane gatunki o dużej wartości stratygraficznej:
- Ellipsocephalus hoffi
- Ellipsocephalus polytomus
- Ellipsocephalus sandomiri
- Ellipsocephalus vetustus